# Nieftiegorsk (Kraj Krasnodarski)
Nieftiegorsk (ros. Нефтегорск) – osiedle typu miejskiego w rejonie apszerońskim Kraju Krasnodarskiego.
Miejscowość leży 14 km na południe od Apszerońska, na obszarach zalesionych górskich zboczy, na północ od głównego grzbietu Kaukazu.
Mieszkańcy to przede wszystkim robotnicy zatrudnieni przy wydobyciu ropy naftowej i ich rodziny. Według danych z 2002 to głównie Rosjanie (69,1%) i Ormianie (22,1%).